# Хуступ
Хуступ (арм. Խուստուփ) — высочайшая вершина хребта Хуступ-Катара, расположенная на Южном Кавказе, на юге Армении в области Сюник, к югу от города Капан. Высота вершины составляет 3206 метров. Близ неё протекает река Вачаган․
Гора известна тем, что в её окрестностях воевал армянский политический и военный деятель Гарегин Нжде. У подножия этой горы он и был похоронен. 
На склоне горы находится село Бех.

## Галерея

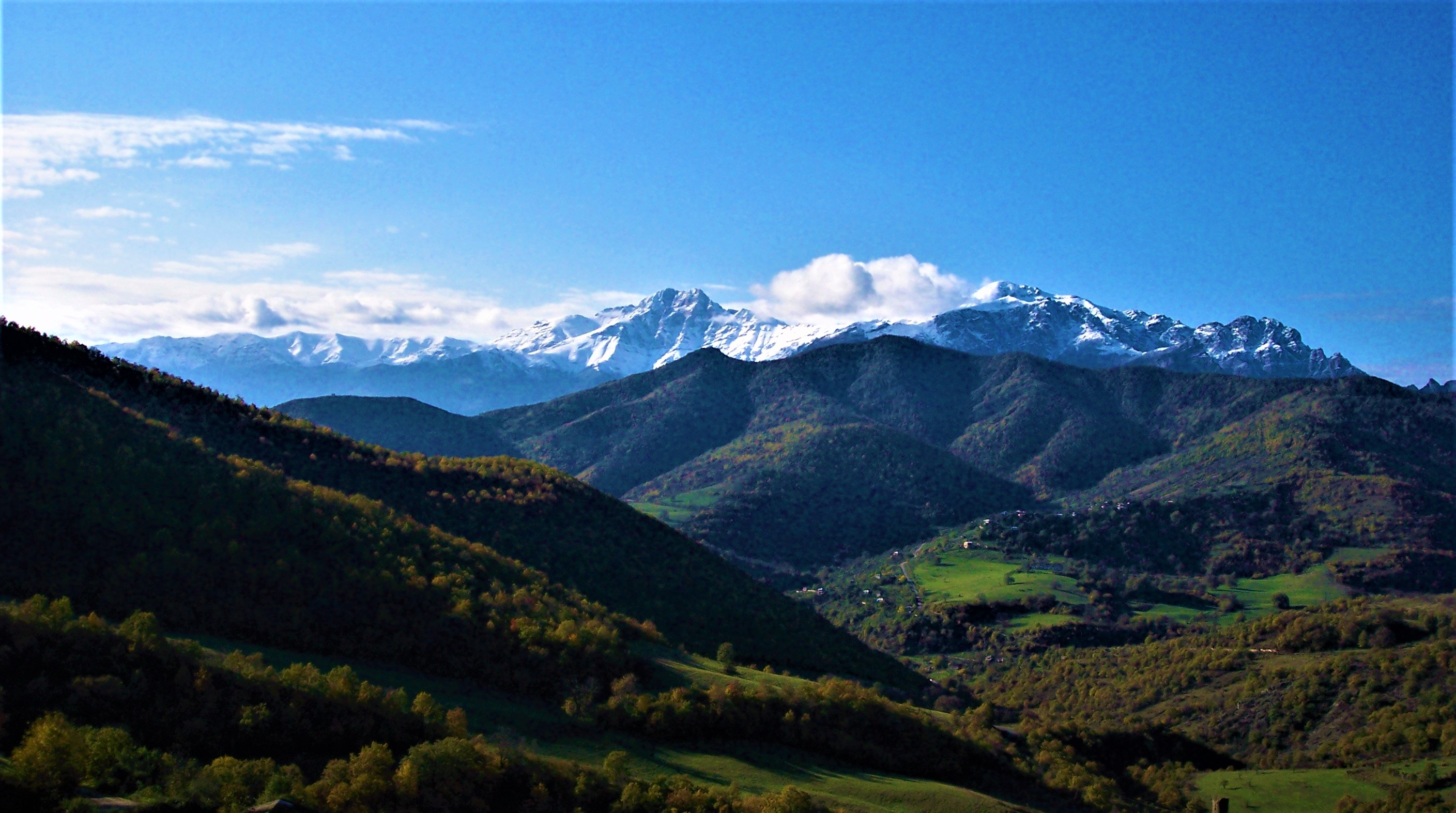
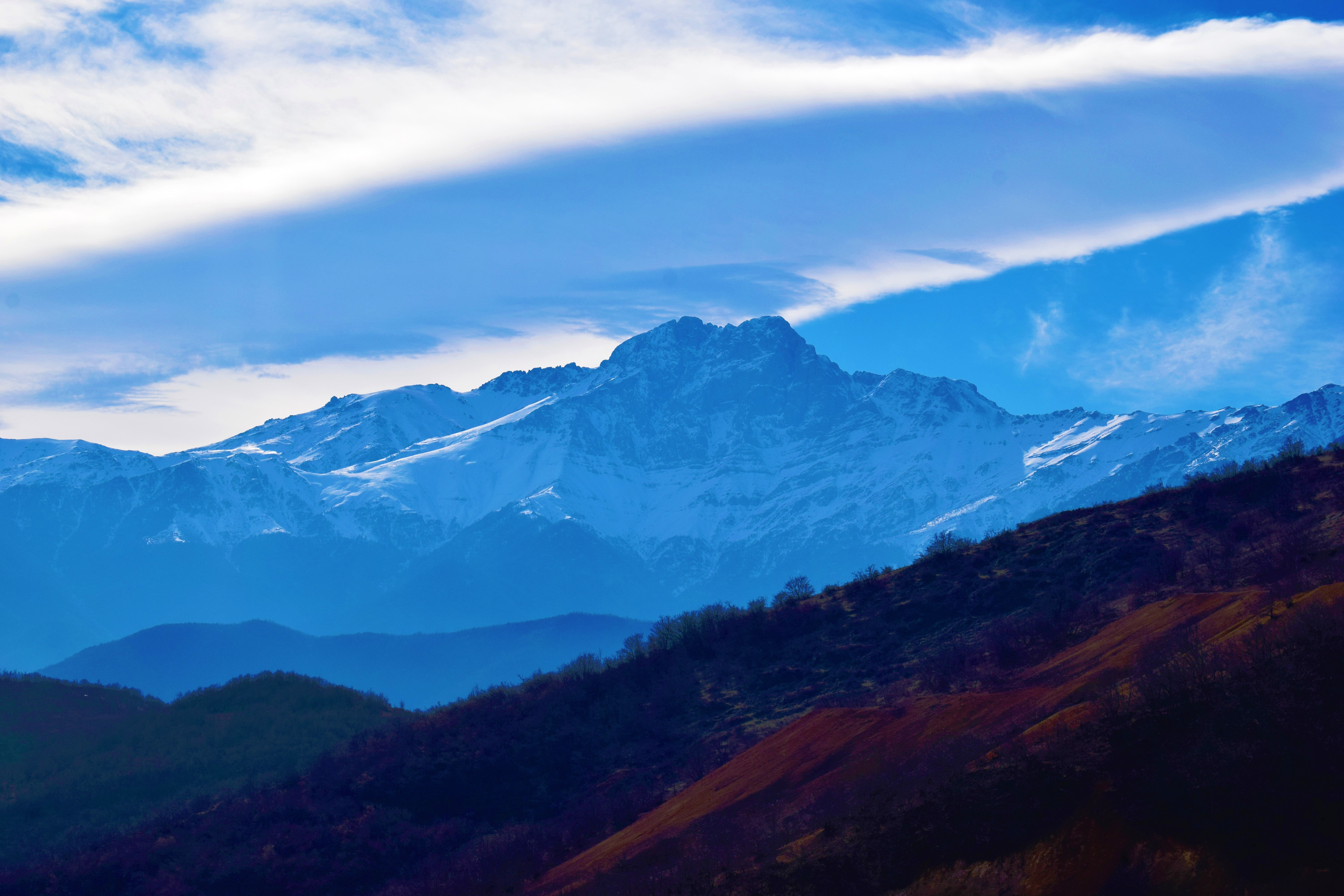
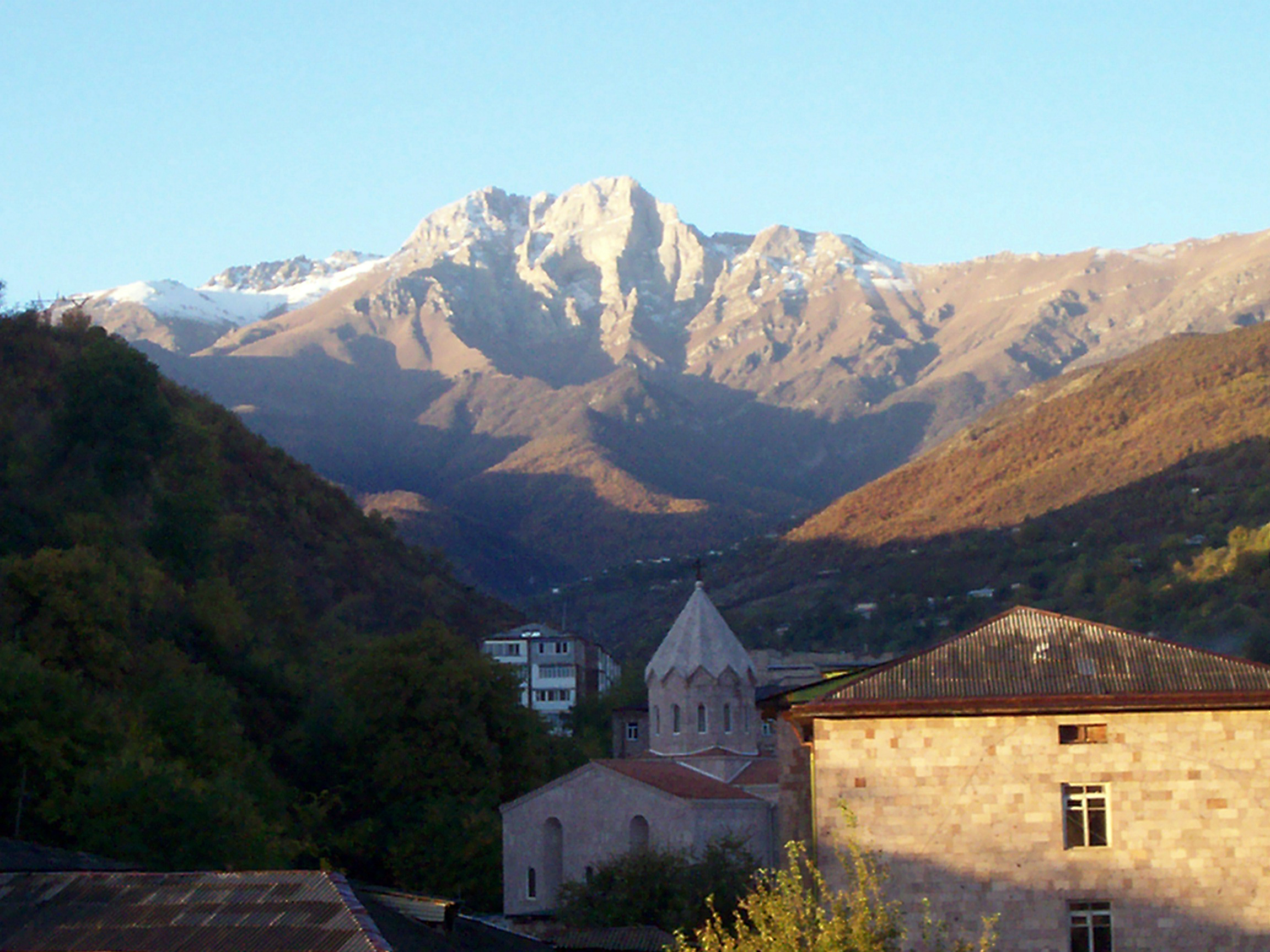
Церковь Святого Месропа Маштоца на фоне горы Хуступ
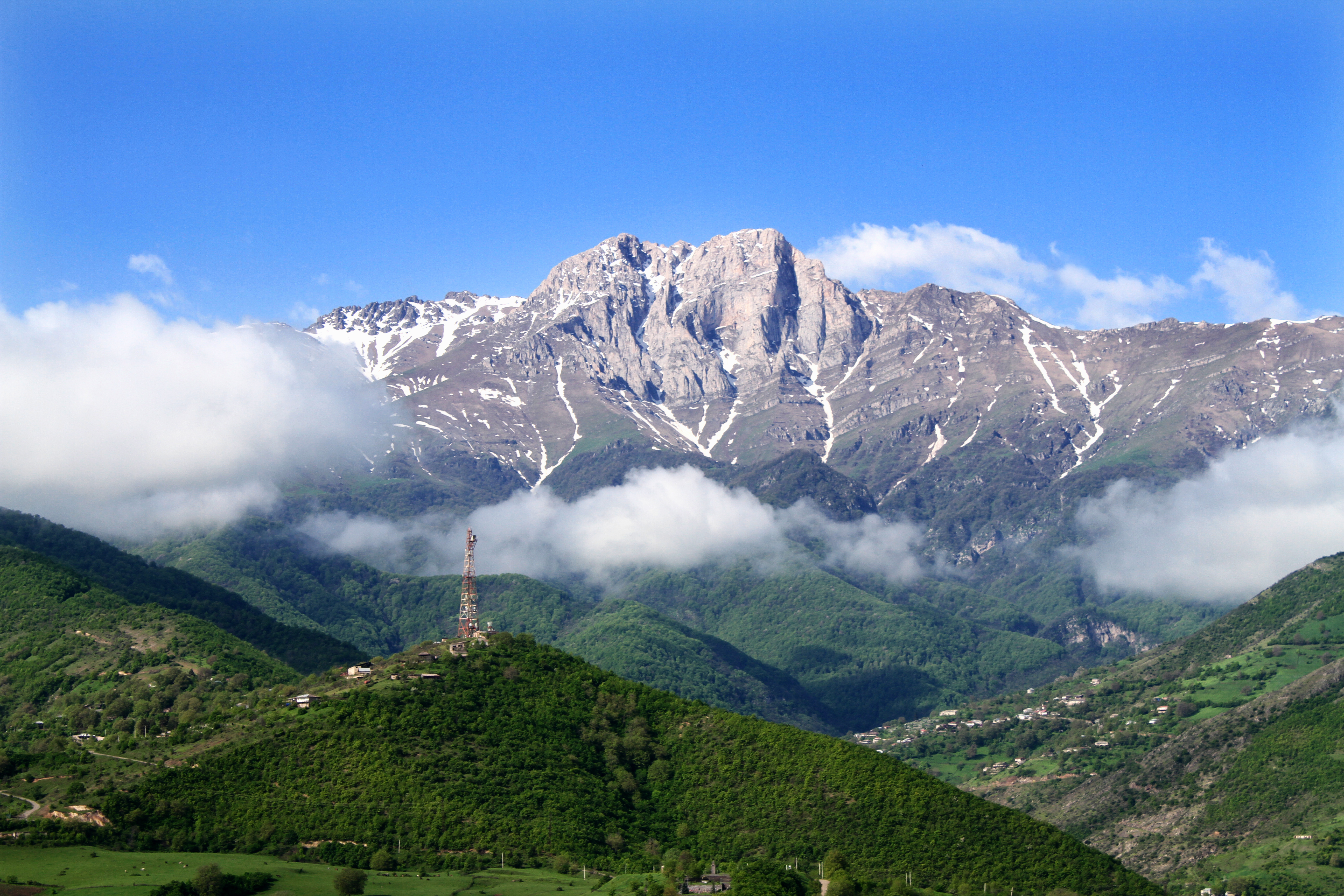
Гора Хуступ
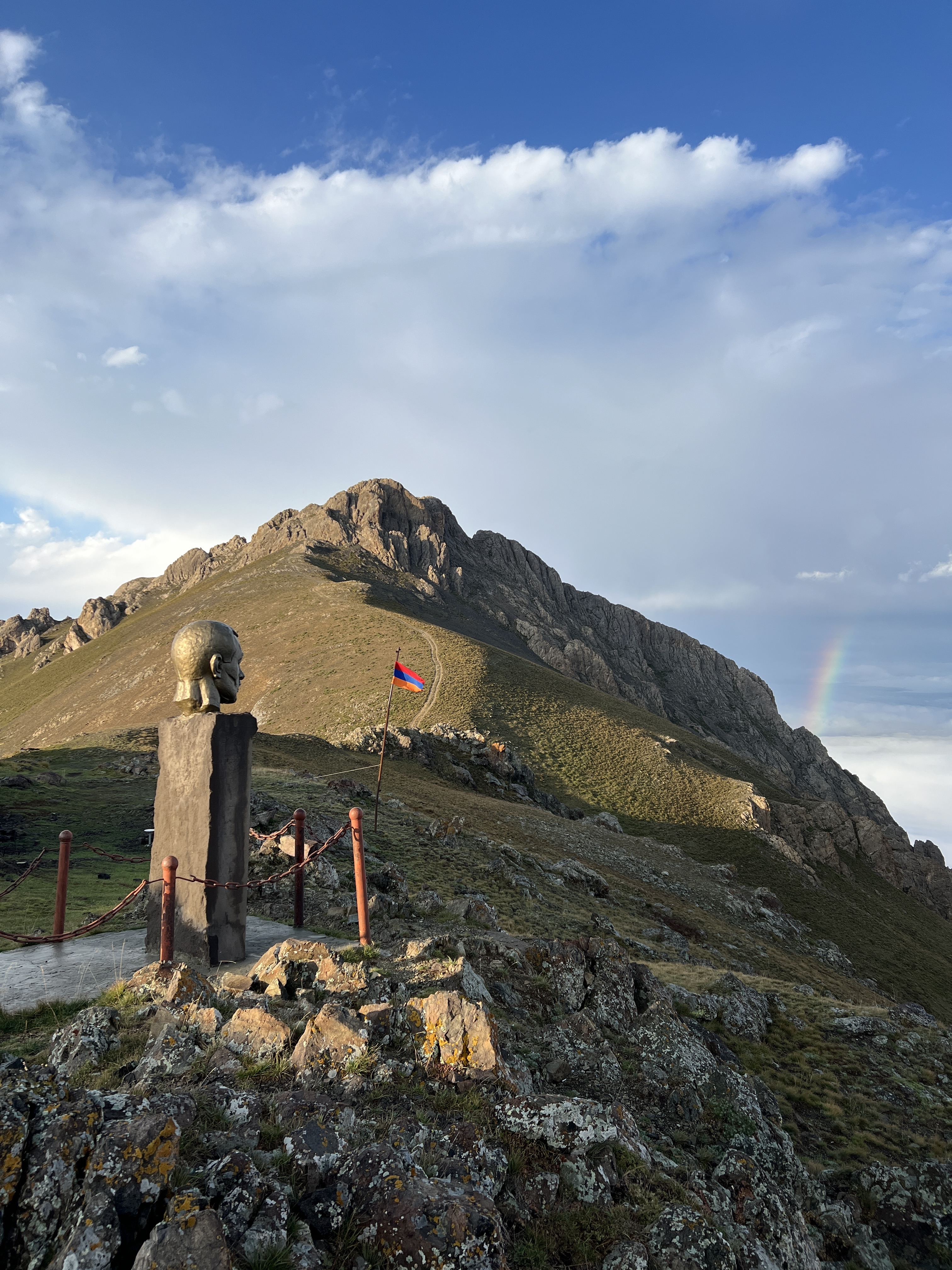
Монумент Гарегину Нжде на вершине
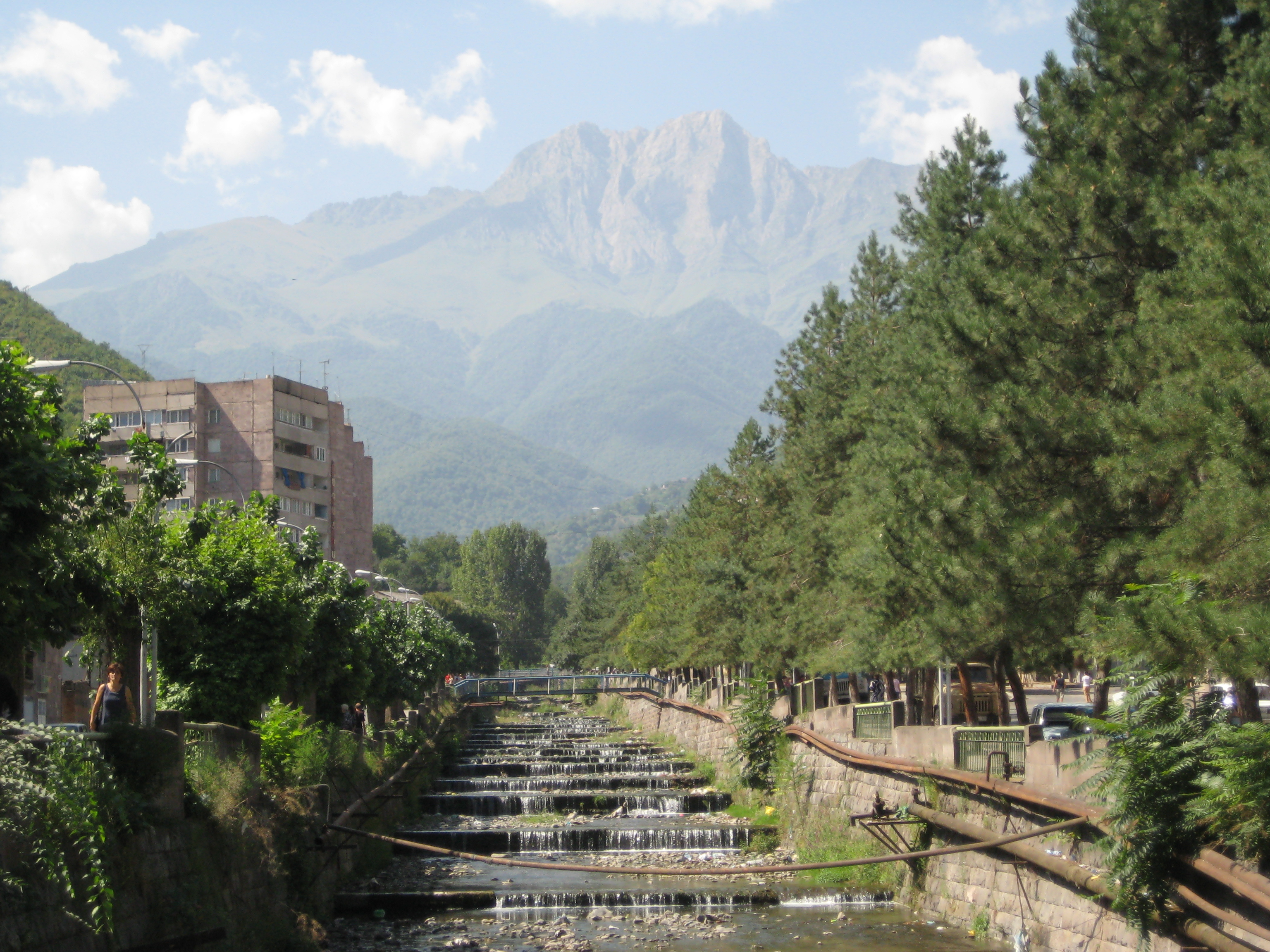
Вид на Хуступ из города Капан. У подножия река Вачаган